# Lophocolea semiteres
Lophocolea semiteres là một loài rêu tản trong họ Lophocoleaceae. Loài này được (Lehm.) Mitt. miêu tả khoa học lần đầu tiên năm 1877.